# Yuval Avital

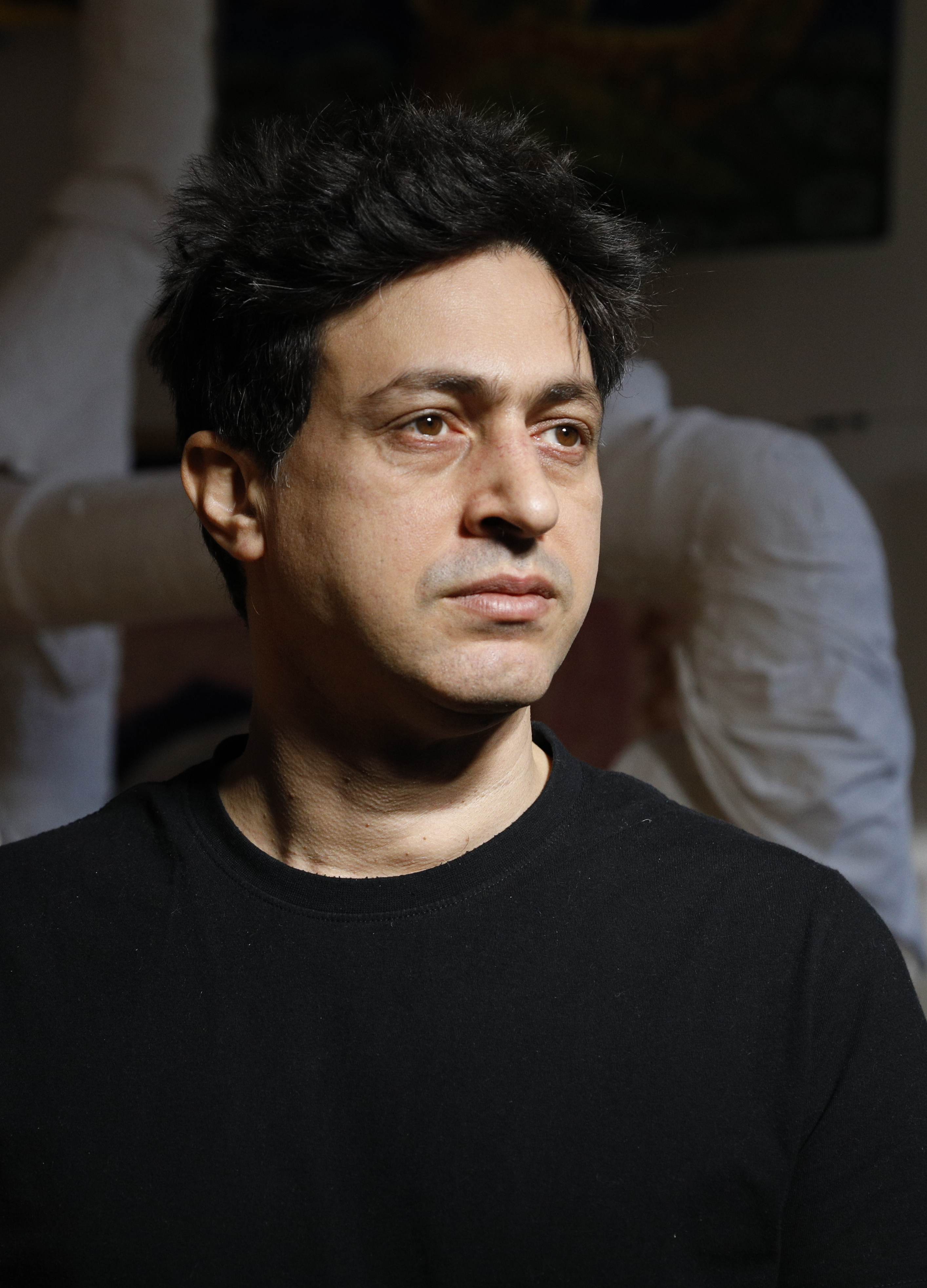
Yuval Avital 2021

Yuval Avital (* 6. September 1977 in Jerusalem) ist ein israelischer Gitarrist, Multimediakünstler und Komponist.

## Leben und Werk
Avital studierte klassische Gitarre an der Jerusalem Academy of Music and Dance.
Nach seinem Abschluss an der Musikakademie in Jerusalem und Weiterbildung in der Solistenklasse von Angelo Gilardino trat Avital mehrere Jahre lang als Gitarrist auf. 2007 gab er sein letztes Konzert als Gitarrist. Danach konzentrierte er sich auf eigene Kompositionen und auf die Zusammenarbeit mit anderen Solisten.
Avital kombiniert gelegentlich Musikinstrumente eines klassischen Orchesters, die klassische Gitarre mit Instrumenten und musikalischen Formen indigener Musik, wie z. B. in den Projekten Slow Horizons. Musik für 12 kasachische indigene Spieler etc. in Almaty (Kasachstan), After the darkness, Abschlussveranstaltung für das 2. Internationale Rondalla-Festival in Bogio (Philippinen) im Februar 2007 oder Moirai beim Lefkara-Festival in Zypern (2009).
Er komponierte elektronische Musik sowie zahlreiche Orchesterwerke, Solostücke und Kammermusik, teilweise für ungewöhnliche Formationen wie Piano und Schlagzeug (Sieben Dämonen der Dürre, 2010), Altsaxophon und Viola (Horizon & Siren, 2015) oder für 7 Akkordeone (Horror Vacui, 2010).
Ab 2004 schrieb er eine Reihe von Kompositionen für das Ballett und die Theaterbühne, die vor allem auf Festivals in Italien und Deutschland aufgeführt wurden. Das Ballett Cave Canem, das er zusammen mit Ari Kaiserer und Sergio Antonino erarbeitete, wurde 2017 in Duisburg uraufgeführt.
Etwa ab 2008 spezialisierte Avital sich auf spektakuläre und raumgreifende Installationen und Multimediaprojekte, in denen sich Kunst und Fotografie, Musik, Licht- und Klanginstallationen tangieren, überschneiden oder zusammengeführt werden. Eingesetzt werden u. a. Lautsprecher, Tonbandgeräte, Videoprojektionen, Flachbildschirme, Elektronik und Synthesizer, dazu kommen typische Instrumente eines klassischen Orchesters neben Didgeridoos, Gongs, exotischen Schlaginstrumenten, außerdem Chöre, Marchingbands oder Klang- und Geräuschinstallationen, die von seismographischen Erschütterungen, menschlichen Lebensäußerungen oder Signalen aus dem All kommen, die von Astrophysikern für das menschliche Ohr hörbar gemacht wurden. Exemplarisch ist „Unfolding Space“: für elektrische und klassische Gitarre, Live-Elektronik, Video- und Klangübersetzungen des kosmischen Raums, eine Installation, die in Zusammenarbeit mit Wissenschaftlern der NASA und der ESA entstand.
Inszeniert werden derartige temporäre Werke in der Regel auf Festivals, Ausstellungen oder Wissenschaftsevents und entstehen als Auftragsarbeiten, wie z. B. „Alma mater“, die zur Eröffnung der Expo 2015 in Mailand uraufgeführt wurde.
Yuval betreibt einen eigenen Kanal auf YouTube. Er lebt in Mailand.

## Ausstellungen
- 2017: Three Grades of Foreignness. Fabbrica di Cioccolato Cima Norma, in Dangio-Torre[5]
- 2017: Variations on Harmonic Tremor. Icon-Sonic Erna.Museo nazionale della scienza e della tecnologia Leonardo da Vinci, Mailand